# Keepers (film)
Pour les articles homonymes, voir Keepers.
Pour plus de détails, voir Fiche technique et Distribution.
Keepers (The Vanishing, littéralement « La disparition ») est un thriller britannique réalisé par Kristoffer Nyholm, sorti en 2018. Il s’agit de l’adaptation d’un fait réel sur la mystérieuse disparition des gardiens du phare des îles Flannan en 1900,.

## Synopsis
En 1900, trois marins, James, Donald et Thomas, débarquent sur une île inhabitée au nord de l’Écosse afin de garder le phare. Jusqu'au moment où ils découvrent une barque échouée sur la rive. Ils y découvrent un homme inconscient et un mystérieux coffre scellé. Après que l'un d'entre eux assassine l'inconnu qui s'apprêtait à le tuer, ils s'aperçoivent qu'il transportait de l'or. Alors que James et Donald souhaitent s'en emparer, Thomas pense qu'ils doivent attendre un moment avant de se partager la marchandise. Mais la tension entre les trois hommes monte d'un cran lorsqu'ils réalisent que ce coffre attire toutes les convoitises. Deux étrangers, Boor et Locke, arrivent à leur tour sur l'île et questionnent les marins sur l'or retrouvé. Dès lors, un jeu de massacre commence entre les cinq hommes, bien déterminés à récupérer ou s'approprier le butin…

## Fiche technique
- Titre original : The Vanishing
- Titre français : Keepers
- Réalisation : Kristoffer Nyholm
- Scénario : Celyn Jones et Joe Bone
- Direction artistique : Jacqueline Abrahams
- Décors : Matt Fraser
- Costumes : Pam Downe
- Photographie : Jørgen Johansson
- Montage : Mike Panikkou
- Musique : Benjamin Wallfisch
- Production : Gerard Butler, Maurice Fadida, Andy Evans, Sean Marley, Ade Shannon, D.G. Guyer, Mickey Gooch Jr., James Lejsek, Matt Antoun et Alan Siegel
- Sociétés de production : Mad As Birds, Kodiak Pictures, Cross Creek Pictures, G-BASE, Saban Films et iWood Studios
- Sociétés de distribution : Saban Films (États-Unis), Lionsgate (Royaume-Uni) ;  Kinovista[3] / Condor Entertainment (France)[4]
- Pays d'origine :  Royaume-Uni
- Langue originale : anglais
- Format : couleur
- Genre : thriller
- Durée : 107 minutes
- Dates de sortie  :
  - Espagne : 11 octobre 2018 (Festival international du film de Catalogne)[5]
  - Royaume-Uni : 15 mars 2019
  - France : 6 juin 2019 (DVD)

## Distribution
- Gerard Butler (VF : Olivier Peissel) : James Ducat
- Peter Mullan : Thomas Marshall
- Ólafur Darri Ólafsson : Boor
- Connor Swindells : Donald MacArthur
- Søren Malling : Locke
- Gary Lewis : Kenny
- Ken Drury : Duncan
- Roderick Gilkison : Galley Hand
- Emma King : Mary
- John Taylor : le pêcheur

## Production
Le 31 octobre 2016, il est annoncé que le thriller psychologique Keepers est en cours de développement et que Kristoffer Nyholm débute en tant que réalisateur d’après le scénario écrit par Celyn Jones et Joe Bone. La société de production Kodiak Pictures finance entièrement avec Cross Creek Pictures ; les producteurs sont Andy Evans, Ade Shannon et Sean Marley pour Mad as Birds avec Gerard Butler et Alan Siegel pour G-BASE, Maurice Fadida pour Kodiak Pictures et Brian Oliver pour Cross Creek.
Les acteurs Gerard Butler, Peter Mullan et Connor Swindells sont engagés dans les rôles de James, Thomas et Donald, des personnages respectivement inspirés d’un fait réel sur la mystérieuse disparition des gardiens du phare des îles Flannan en 1900,.
Le tournage a lieu en mi-avril 2017 à Galloway en Écosse, ainsi que sur le Mull of Galloway, au port Logan, au phare de Killantringan près du village Portpatrick et au phare de Corsewall à côté de la ville Stranraer.

## Accueil
Le film est sélectionné et présenté en compétition internationale le 11 octobre 2018 au festival international du film de Catalogne. Il sort le 15 mars 2019 au Royaume-Uni. Quant à la France, il ne sort qu’en DVD dès le 6 juin 2019.

### Bibliothèque
- (en) Keith McCloskey, The Lighthouse : The Mystery of the Eilean Mor Lighthouse Keepers, The History Press, 2014, 224 p. (ISBN 978-0-7509-5365-8, lire en ligne)